# Крапельковий водоспад
Кра́пельковий водоспа́д — водоспад в Українських Карпатах (масив Ґорґани), в межах Надвірнянського району Івано-Франківської області. Розташований на невеликій притоці річки Бухтівець (ліва притока Бистриці Надвірнянської), біля села Букове, в урочищі Бухтівець. 
Висота водоспаду 10 м. Утворився в місці, де невеликий гірський потічок падає з верху скельного масиву флішового типу на дно каньйону річки Бухтівець. Вода падає суцільним потоком. Оскільки потічок невеликий, у посушливу пору вода долітає донизу окремими краплями. Власне через це водоспад отримав свою назву. 
Крапельковий — один з небагатьох карпатських водоспадів, який можна оглядати з іншого боку, зайшовши під навислу скелю. 
Водоспад порівняно легкодоступний. До нього можна доїхати автомобілем або велосипедом, і лише місцями дорога важкопрохідна (особливо для автомобілів). 
Неподалік від Крапелькового водоспаду розташований Бухтівецький водоспад. 

## Світлини та відео

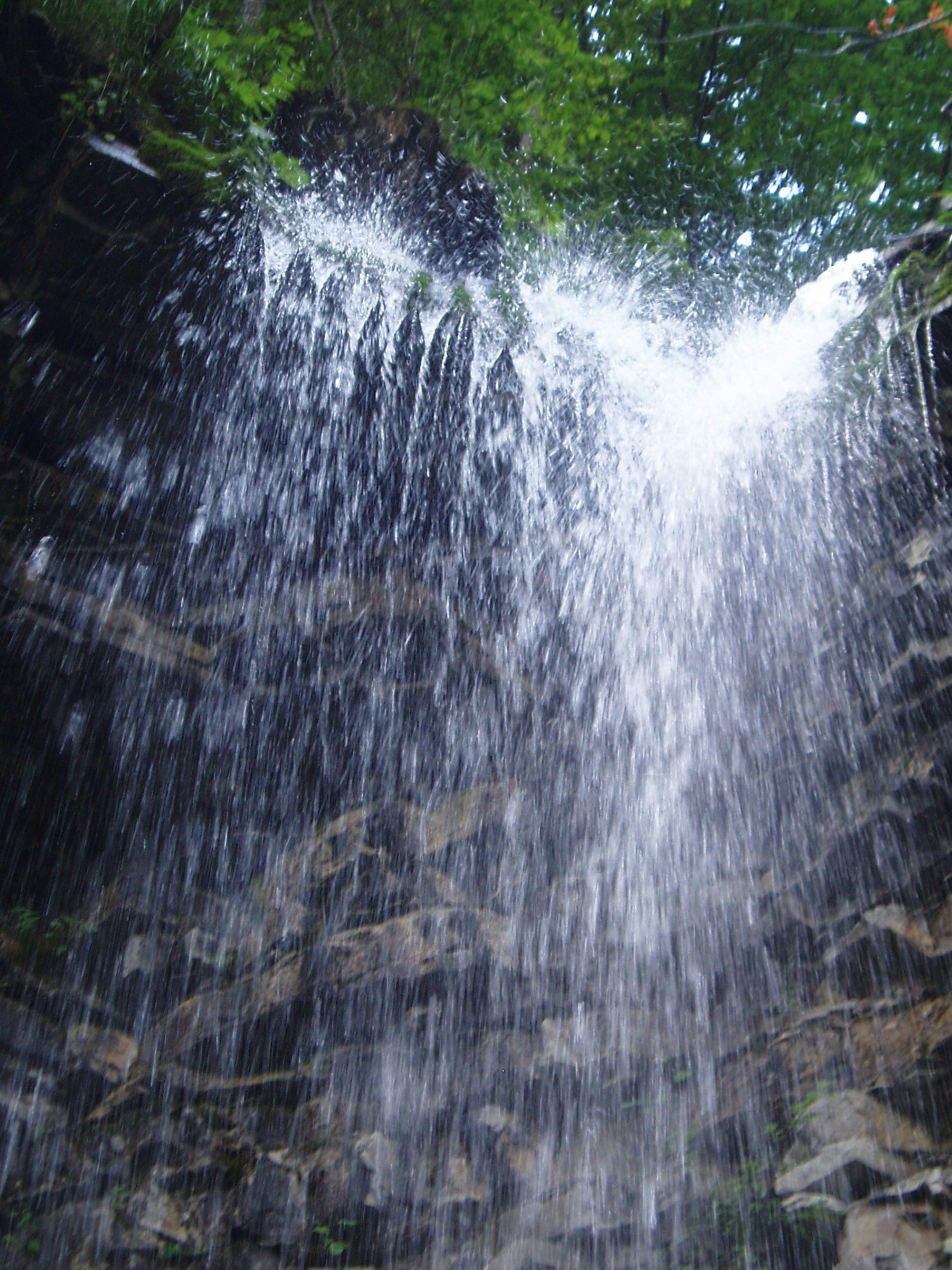
Верхня частина водоспаду
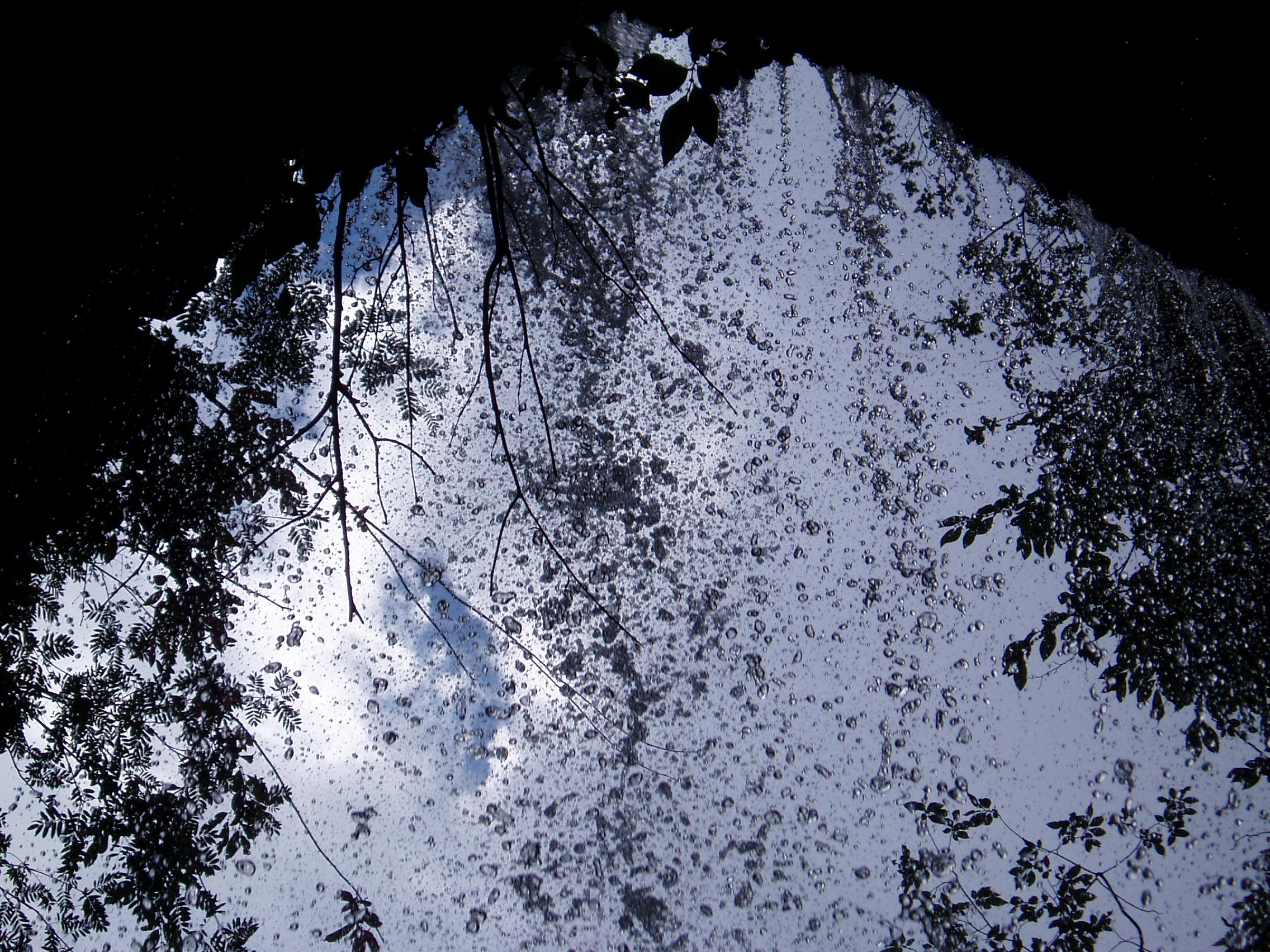
Водоспад зі середини
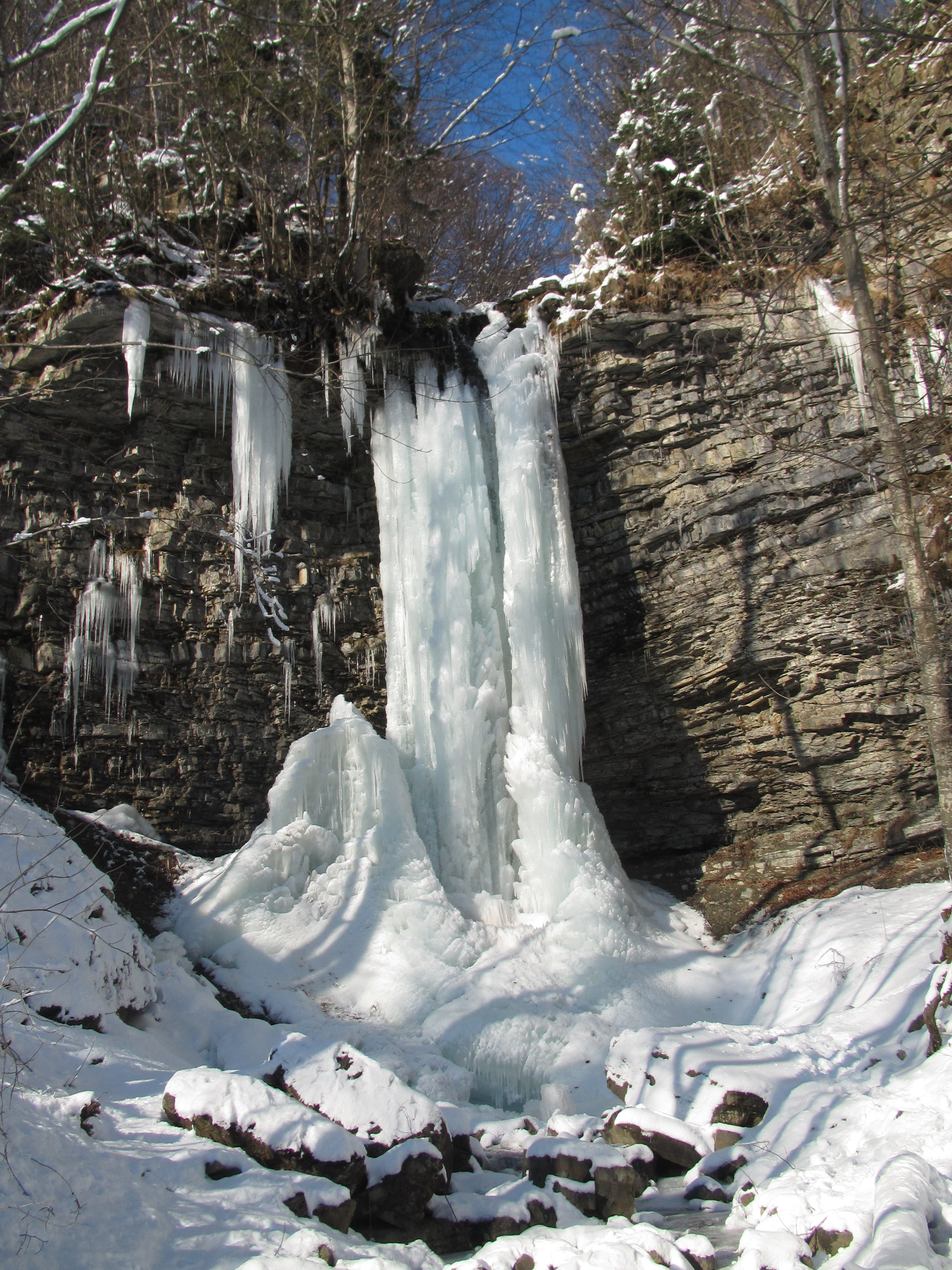
Водоспад взимку
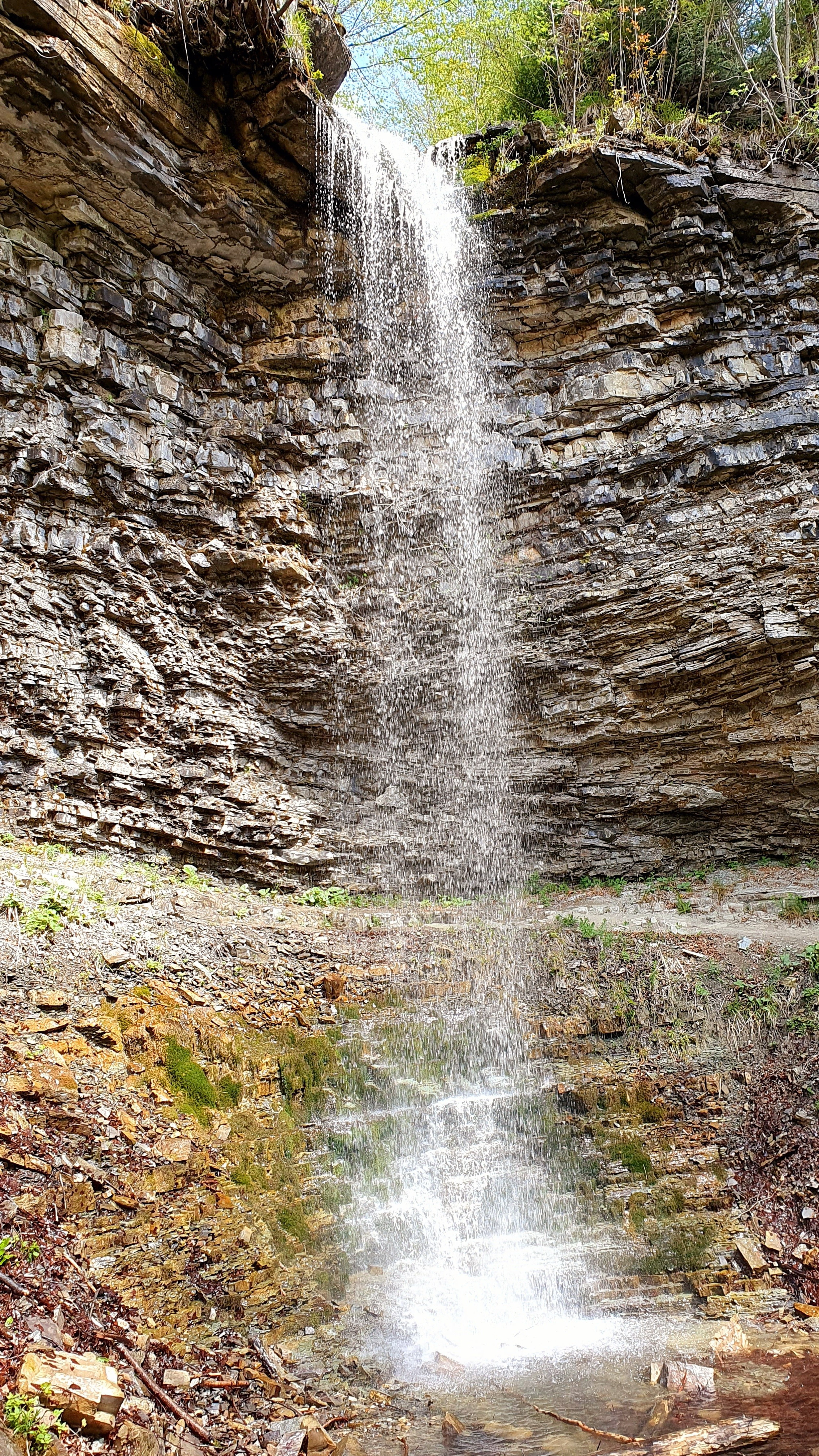
Водоспад навесні
- Відео водоспаду